# Sander Coopman
Sander Coopman (Ooigem, 12 maart 1995) is een Belgisch voetballer die sinds augustus 2022 onder contract staat bij SK Beveren. Hij komt uit de jeugdopleiding van Club Brugge.

## Clubcarrière
Coopman begon op zesjarige leeftijd met voetballen bij Zulte Waregem. In 2007 trok hij naar Club Brugge. Op 11 december 2014 debuteerde hij in de zesde en laatste groepswedstrijd van Club Brugge in de UEFA Europa League tegen het Finse HJK Helsinki. De middenvelder mocht van coach Michel Preud'homme in de basiself starten.
Club Brugge verhuurde Coopman tussen 2016 en 2018 aan streekgenoot Zulte Waregem, waar Coopman helemaal doorbrak en basisspeler werd.
Op 18 maart 2017 scoorde Coopman voor Zulte Waregem in de bekerfinale in de 64e minuut de 2-2 tegen Oostende. Deze finale wordt uiteindelijk ook gewonnen na strafschoppen.
In 2019 verkaste Coopman na een seizoen bij Oostende naar Antwerp.
Op 8 juli 2020 scheurde Coopman zijn voorste kruisband in een oefenduel met Antwerp tegen Eupen. Toen zijn revalidatie net ten einde was en hij eindelijk weer mee aan het trainen was met de A-kern overkwam hem het ergste. Hij kwam op training ongelukkig neer en kreeg het harde verdict dat zijn voorste kruisband opnieuw gescheurd was. In het Antwerp Antwoord op het YouTube-kanaal van de club vertelde hij in het bijzijn van goede vriend Björn Engels later het volgende hier over: Het probleem was dat het 1 april was. Zelfs mijn eigen familie geloofde het dus niet. Ik heb echt foto's moeten sturen om te bewijzen dat het echt gebeurd was.

## Clubstatistieken
| Seizoen | Club            | Land            | Competitie            | Competitie | Competitie | Beker | Beker | Supercup | Supercup | Europees | Europees | Totaal | Totaal |
| Seizoen | Club            | Land            | Competitie            | Wed.       | Dlp.       | Wed.  | Dlp.  | Wed.     | Dlp.     | Wed.     | Dlp.     | Wed.   | Dlp.   |
| ------- | --------------- | --------------- | --------------------- | ---------- | ---------- | ----- | ----- | -------- | -------- | -------- | -------- | ------ | ------ |
| 2014/15 | Club Brugge     | Vlag van België | Jupiler Pro League    | 6          | 0          | 0     | 0     | —        | —        | 2        | 0        | 8      | 0      |
| 2015/16 | Club Brugge     | Vlag van België | Jupiler Pro League    | 5          | 0          | 0     | 0     | —        | —        | —        | —        | 5      | 0      |
| 2016/17 | → Zulte Waregem | Vlag van België | Jupiler Pro League    | 31         | 2          | 6     | 2     | —        | —        | —        | —        | 37     | 4      |
| 2017/18 | → Zulte Waregem | Vlag van België | Jupiler Pro League    | 29         | 3          | 1     | 0     | 1        | 0        | 6        | 0        | 37     | 3      |
| 2018/19 | KV Oostende     | Vlag van België | Jupiler Pro League    | 23         | 2          | 5     | 0     | —        | —        | —        | —        | 28     | 2      |
| 2019/20 | Antwerp FC      | Vlag van België | Jupiler Pro League    | 10         | 0          | 2     | 0     | —        | —        | 1        | 0        | 13     | 0      |
| 2022/23 | SK Beveren      | Vlag van België | Challenger Pro League | 25         | 4          | 1     | 0     | —        | —        | —        | —        | 26     | 4      |
| 2023/24 | SK Beveren      | Vlag van België | Challenger Pro League | 19         | 0          | 3     | 2     | —        | —        | —        | —        | 22     | 2      |
| TOTAAL  | TOTAAL          | TOTAAL          | TOTAAL                | 148        | 11         | 18    | 4     | 1        | 0        | 9        | 0        | 176    | 15     |

## Erelijst
| Competitie           |             |             |             |             |
| Competitie           | Aantal      | Jaren       |             |             |
| Club Brugge          | Club Brugge | Club Brugge | Club Brugge | Club Brugge |
| -------------------- | ----------- | ----------- | ----------- | ----------- |
| Landskampioen België | 1x          | 2015/16     |             |             |
| Beker van België     | 1x          | 2014/15     |             |             |
| Zulte Waregem        |             |             |             |             |
| Beker van België     | 1x          | 2016/17     |             |             |
| Royal Antwerp FC     |             |             |             |             |
| Beker van België     | 1x          | 2019/20     |             |             |

## Trivia
Coopman is goed bevriend met mede-profvoetballer Björn Engels. Engels werd dan ook peter van de oudste zoon van Coopman.